# Каменка (река, впадает в Японское море)
Каменка — река, протекающая в городе Находке. Вытекает из озера Лебединого, впадает в залив Находка. Замерзает в декабре, вскрывается в марте. На нерест заходит красная рыба. На берегах реки находится городская набережная протяжённостью 1,5 км. В прошлом — место расположения деревни Американки. Через реку проходит 5 автомобильных, 3 железнодорожных и 5 пешеходных мостов. Длина реки — 3,5 км.

## История
Река Каменка получила название от жителей деревни Американки за своё каменистое дно. Согласно фрагменту карты окрестностей бухты Находка 1869 года в верхнем и нижнем течении реки на рубеже 1860—1870-х гг. существовали поселения финляндцев, доставленных пароходом «Находка» из города Або в 1868 году. Деревня Американка в верховьях Каменки была образована в 1907 году переселенцами с Украины. На левом берегу располагалось сельское кладбище, которое со временем было снесено разливами реки. В 1930—1940-х годах на берегах реки размещались лагерные строения ГУЛАГ, склады и водонапорная башня «Дальстроя».
По воспоминаниям старожила Американки Костыриной, речка была чистой, местами очень глубокой. Дно реки было каменистое, поэтому её так и назвали. В ней водилось много рыбы. Она была заросшей: с обеих сторон росли кусты боярышника, высокая яблоня, много было шиповника, земляники. По воспоминаниям старожила Н. И. Щербаковой, семья которой в 1941 году переехала в Американку, «река тогда была глубокой и чистой». По воспоминаниям Козловой, реку окружал лес.
До 1960-х годов река использовалась как место для купания. По генеральному плану 1970-х гг. берега Каменки предполагалось одеть в бетон.

## Набережная
Долгое время берега реки оставались поросшими высокой травой с грунтовой дорогой вдоль русла. В 2008 году начались работы по строительству первой в морском городе набережной, которые предполагается закончить в 2012 году. Было заужено русло реки, приподнят её уровень, произведена отсыпка прилегающих заболоченных участков. Берега укреплены природным камнем (местного происхождения), уложенным в металлические сетки. Набережная выложена брусчаткой, установлены декоративные уличные фонари, заасфальтированы прилегающая дорога и тротуары, устроены газоны и цветочные клумбы. Форма леерных ограждений обсуждалась на публичных слушаниях. Проведены работы по механической очистке и углублению русла.
Ранее во время продолжительных тайфунов вода в реке нередко поднималась до критического уровня, подтапливая рядом расположенную главную магистраль города — Находкинский проспект, а также дома частного сектора на ровной местности выше по течению. В 2008 году береговая стенка левого берега была поднята на 1 метр, правого — на 2 метра. В 2010 году проведены работы по углублению и расширению русла реки до озера Лебединого. В 2009 году во время сильного тайфуна вода в реке поднималась на 2 метра; во время 2-дневных дождей летом 2010 года подъём уровня воды составил 80 см. Во время циклона, прошедшего с 13 по 16 июля (выпало 137 мм осадков, или 110 % месячной нормы), уровень воды в Каменке поднялся на 1,8 метра, до выхода реки из берегов оставалось около 20 см.

## Экологическое состояние

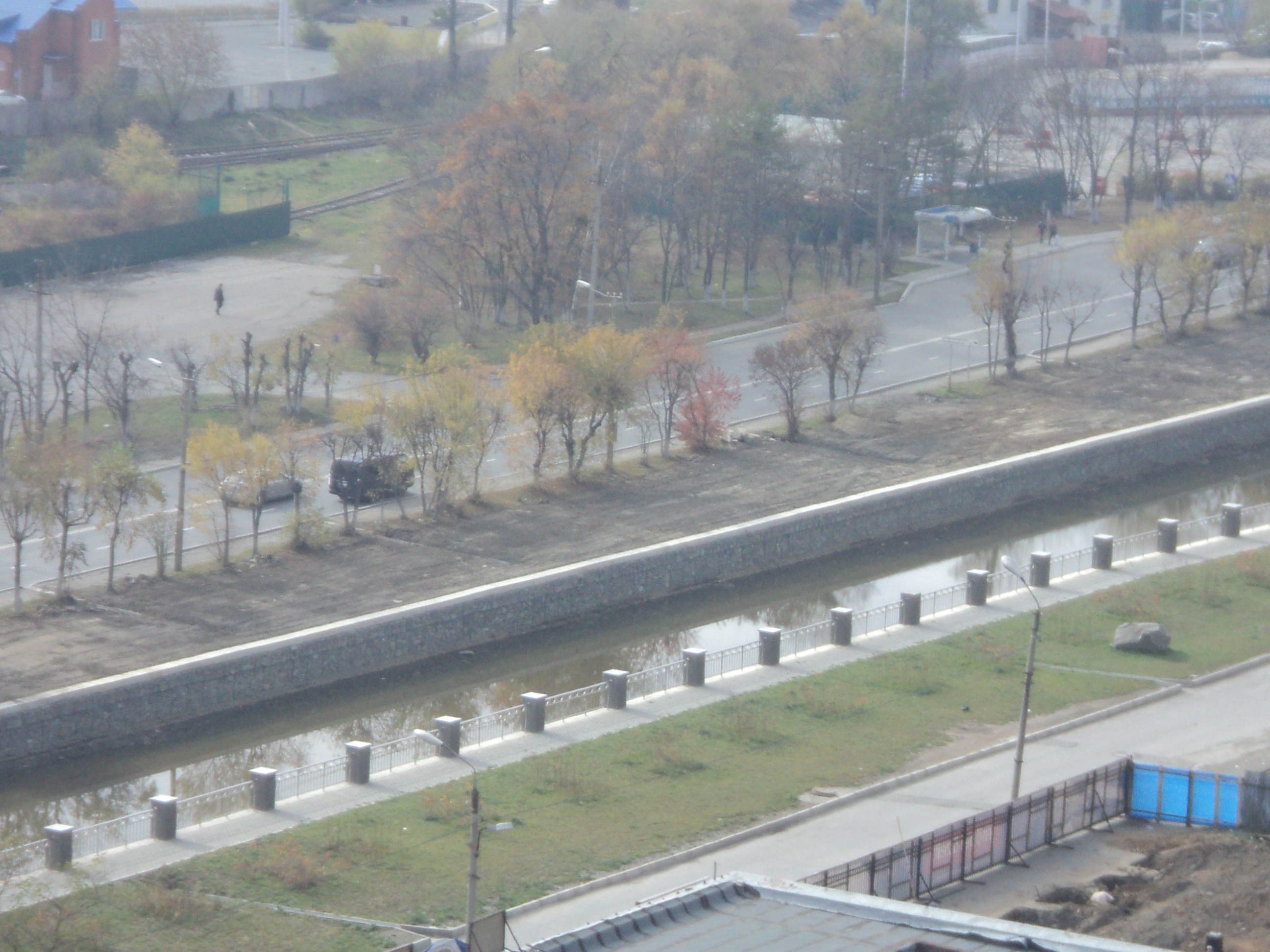
Набережная Каменки с сопки Лебединой

В течение многих десятилетий река использовалась как водоприёмник неочищенных сточных вод, поступающих по системе канализации одного из микрорайонов города. В 2008 году канализационные стоки прилегающего к реке района были переключены на очистные сооружения. В 2010 году проведена глубокая механическая очистка русла реки до озера Лебединого. Бытовые стоки частного сектора в верховьях Каменки по грунтовым водам продолжают поступать в реку.
В мае 2008 года с территории расположенного неподалёку пассажирского АТП был произведен сброс нефтепродуктов в коллектор ливневой канализации, откуда они попали в реку. В течение 3-х дней проводились мероприятия (с использованием мощной техники) по предотвращению дальнейшего распространения нефтепродуктов в залив Находка.